# Берримен, Джон
Джон Берримен (англ. John Berryman, собственно англ. John Allyn Smith; 25 октября 1914, Макалестер, Оклахома — 7 января 1972, Миннеаполис, Миннесота) — американский поэт, педагог.

## Биография
Сын школьной учительницы и банкира во Флориде, застрелившегося, когда сыну было 12 лет (он нашёл тело отца первым; в 1931 он сам попытался покончить с собой). Через несколько лет Джон стал носить фамилию отчима, друга семьи. Вторая семья матери вскоре распалась.
Джон получил блестящее образование: учился в привилегированной школе для мальчиков, в 1936 закончил престижный Колумбийский университет, затем учился в Кембридже (Великобритания), где встречался с Йейтсом, Элиотом, Оденом, Диланом Томасом. В 1937—1938 проехал по Франции и Германии, видел победивший нацизм. В 1939 пережил приступ эпилепсии, впоследствии страдал нервным расстройством, несколько раз лечился, начал пить. В 1942 он женился.
C 1940 Берримен преподавал в лучших университетах США — Гарвардском (1940—1943), Принстонском (1943—1949), Миннесотском (1955—1972), университете Цинциннати и др. Он вёл занятия в рамках англ. Iowa Writers' Workshop — Программы поддержки литературного творчества штата Айова, которую прошли многие крупные, в будущем, американские писатели второй половины XX в. Берримен был кумиром студентов, среди которых на его лекции и семинары приходило немало поэтов, поддерживал отношения с Р. Лоуэллом, С.Беллоу и др., но страдал от одиночества, приступов депрессии, раздвоения личности. В 1953 он разошёлся, а в 1956 развелся с женой, несколько раз был арестован за скандальное поведение в нетрезвом виде. Второй брак был кратким и тоже несчастливым (супруги развелись в 1959). Берримена много раз госпитализировали. Третий брак, заключенный в 1961, оказался сравнительно спокойным, хотя пьянство, скандалы и попытки реабилитации в больницах продолжались. Получив в 1967 грант на завершение книги «Сновидческие песни», Берримен некоторое время жил в Ирландии, но алкоголизм вернул его в больницу Миннеаполиса. В 1970 он пережил религиозное обращение, написал об этом автобиографическое сочинение, но и на этот раз его жизнь не изменилась. Вскоре он в приступе отчаяния бросился с моста (англ. Washington Avenue Bridge) через Миссисипи и погиб.

## Творчество
Берримен начал печататься в 1935, в 1940 его стихотворения вошли в сборник «Пять молодых американских поэтов». В университетах он писал академические работы о старой и новой литературе от Шекспира до Роберта Лоуэлла, опубликовал биографию С. Крейна (1950, несколько раз переиздавалась). В 1946 им за несколько месяцев был написан большой любовный цикл «Сонеты к Крис», опубликованный лишь через двадцать лет под заглавием «Сонеты Берримена». Беррименовская поэма, посвященная американской поэтессе XVII в. Анне Брэдстрит и стилизованная в барочном духе (журнальная публикация — 1953, книга — 1956), получила одобрение критики, даже была названа «поэмой поколения». Однако сам автор все свои замыслы связывал с книгой «Сновидческие песни» — она должна была стать широкомасштабным романом в стихах с рефлектирующим героем, альтер эго автора, Генри Боунзом. Над книгой Берримен работал с конца 1950-х, по выходе первых её 77 песен она завоевала Пулитцеровскую премию (1965). Работа в этом русле продолжалась и позже, новые стихи о Генри были собраны уже после смерти автора.
Поэзию Берримена отличает драматизм переживаний и, вместе с тем, мастерское владение строгими формами. При этом для него характерно чрезвычайное лексическое и интонационное богатство, парадоксальное соединение, даже столкновение разных стилистических пластов, больше того — тяга к представлению в лирике различных персонажей, своеобразных масок автора. Так построен ещё ранний его сборник «Обделенный», этим движется во многом итоговая для поэта книга «Сновидческие песни».

## Наследие и признание
На протяжении жизни Берримен получил множество литературных поощрений и наград: премию Национального института искусства и литературы (1950), грант Фонда Гуггенхайма (1952), Пулитцеровскую премию (1965), грант Академии американских поэтов и Национального фонда искусств (1967), Национальную книжную премию (1969), Боллингенскую премию (1969) и др. При этом оценки творчества Берримена, его вклада в поэзию не раз колебались при жизни, менялись они и позднее. Сегодня он видится крупнейшей фигурой американской словесности второй половины XX в., одним из родоначальников исповедальной линии в американской лирике и, в этом смысле, связующим звеном между социальной поэзией бит-поколения и личными интонациями Сильвии Плат.
Архив Берримена хранится в библиотеке Миннесотского университета.

## Произведения
- Poems/ Стихи (1942)
- The Dispossessed/ Обделенный (1948, премия Американского поэтического общества памяти Шелли)
- Homage to Mistress Bradstreet/ Дань Анне Брэдстрит (1956)
- 77 Dream Songs/ 77 сновидческих песен (1964, фрагменты поэмы; Пулитцеровская премия)
- Berryman’s Sonnets/ Сонеты Берримена (1967)
- The Dream Songs/ Сновидческие песни (1969, поэма в 385 песнях)
- Love & Fame / Любовь и слава (1970)
- Delusions, Etc. / Наваждения и проч. (1972)
- Henry’s fate & other poems, 1967—1972/ Судьба Генри и другие стихотворения, 1967—1972 (1977)

## Публикации на русском языке
- Поэзия США/ Сост. А. Зверев. М.: Художественная литература, 1982
- [Стихи] /Пер. В. Британишского //Американская поэзия в русских переводах: XIX—XX вв. М., 1983, с.408-413.
- Стихи// От Уитмена до Лоуэлла. Американские поэты в переводах Владимира Британишского. М.: Аграф, 2005, с.213-231